# Bahnhof Almere Buiten
Der Bahnhof Almere Buiten ist ein Bahnhof der niederländischen Stadt Almere sowie der am zweitstärksten frequentierte Bahnhof in Almere. Der Bahnhof befindet sich im gleichnamigen Stadtteil Almere Buiten. Er wird von zehn Buslinien angefahren. Am Bahnhof verkehren nationale Regional- und Fernverkehrszüge. Bis zum Winterfahrplan 2012 war er neben Bahnhof Almere Centrum der einzige Bahnhof in Almere, an dem alle durchgehenden Züge halten. Ab dem 9. Dezember 2012 halten Intercityzüge nur noch in Almere Centrum. Seit 2017 ist Almere Buiten wieder Halt von Intercityzügen.

## Geschichte
Der Bahnhof wurde am 30. Mai 1987 mit der Bahnstrecke Weesp–Lelystad eröffnet. Er war mit den Bahnhöfen Almere Centrum und Almere Muziekwijk eine der ersten Stationen in Almere.

## Streckenverbindungen
Im Jahresfahrplan 2023 verkehren folgende Linien am Bahnhof Almere Buiten:
| Zugtyp    | Linienverlauf | Frequenz |
| --------- | --- | --- |
| Intercity | (Lelystad Centrum – Almere Buiten – Almere Centrum – Amsterdam Zuid –) Schiphol Airport – Leiden Centraal – Den Haag HS – Delft – Rotterdam Centraal – Dordrecht          | halbstündlich (fährt nur in der HVZ zwischen Lelystad Centrum und Schiphol Airport; fährt nicht nach 20 Uhr und nicht am Wochenende) |
| Sprinter  | Hoofddorp – Schiphol Airport – Amsterdam Zuid – Weesp – Almere Centrum – Almere Buiten – Almere Oostvaarders                                                              | halbstündlich (fährt abends und am Wochenende nicht zwischen Almere Centrum und Almere Oostvaarders)                                 |
| Sprinter  | (Den Haag Centraal –) Leiden Centraal – Schiphol Airport – Amsterdam Sloterdijk – Amsterdam Centraal – Weesp – Almere Centrum – Almere Buiten – Lelystad Centrum – Zwolle | halbstündlich (fährt nur abends und am Wochenende zwischen Den Haag Centraal und Leiden Centraal)                                    |